# Limekilns
Limekilns, è un villaggio del Fife, Scozia, Regno Unito, situato sulla spiaggia del Firth of Forth e risalente al XIV secolo.
L'edificio più antico è il King's Cellar, documentato fin dal 1362, attualmente usato come loggia massonica.
Limekilns è stato nel passato un villaggio di pescatori, ma ora è un sito dormitorio per i pendolari che lavorano presso i maggiori centri vicini.
Per la felice posizione ambientalistica ha conosciuto un certo sviluppo edilizio che l'ha reso un'attrattiva area residenziale.